# Selianitika
Selianitika (griechisch Σελιανίτικα (n. pl.)) ist ein Dorf im Gemeindebezirk Symbolitia der Gemeinde Egialia in Griechenland.
Es liegt an der Nordküste der Peloponnes am Golf von Korinth, etwa 7 km westlich von Egio und 30 km östlich von Patras.
Selianitika hat 856 Einwohner (Stand 2021).
Selianitika und sein Nachbarort Longos sind durch einen etwa 1,5 km langen Strand verbunden. Beide Orte sind während der Sommermonate beliebte Ausflugsziele.

## Geografische Lage und Klima
Das Dorf liegt am Golf von Korinth in schöner Umgebung mit Weingärten, Oliven- und Zitrusbäumen. Die nächste Stadt in östlicher Richtung ist das 7 km entfernte Egion. Patras, die drittgrößte Stadt Griechenlands und das Verwaltungszentrum von Achaea, ist etwa 30 bis 35 km entfernt.
Der Ortskern von Selianitika liegt etwa 30 m über Seehöhe. Zum Ort gehört ein ausgedehnter Strand mit feinem Kies, wie er am Golf von Korinth häufig zu finden ist. Der Strand erstreckt sich bis zum Nachbarort Longos und ist bekannt für sein sauberes, blau scheinendes Wasser.
Am Strand hat man eine gute Aussicht auf die südliche liegenden Klokos-Berge, auf Panachaiko im Südwesten und über den Golf von Korinth hinüber auf das Fokida-Gebirge im Norden.
Das Klima der Region ist angenehm mediterran mit milden Wintern und gemäßigt heißen Sommern.

## Verkehr
Abgesehen von der alten Nationalstraße (griechisch Παλαιά Εθνική Οδός Palea Ethniki Odos) GR-8, die den Ort mit Egion, Patras und den benachbarten Dörfern verbindet, besitzt Selianitika auch einen Anschluss an die sogenannte neue Nationalstraße (gr. Nea Ethniki Odos Νέα Εθνική Οδός) (GR-8A, Athen–Korinth–Patras).
Für die neue Autobahn Elefsina–Korinth–Patras–Tsakona als Ausbau der Nationalstraße GR-8A auf Autobahnstandard ist eine Ausfahrt für Selianitika/Longos gebaut worden.

## Infrastruktur
In Selianitika gibt es eine Grundschule, die nächste weiterführende Schule und ein Gymnasium befinden sich in Erineos und Egio. An dem Dorfplatz (Platia) liegt die zentrale Kirche Heiliger Basilus, ein Geldautomat der Griechischen Nationalbank, ein Supermarkt und kleinere Geschäfte, ein Zeitschriftenladen mit internationalen Zeitungen, Bäckereien und ein Süssigkeitengeschäft. Auch gibt es eine Apotheke, einen Englisch sprechenden Landarzt (agrotikos iatros) und einen Englisch sprechenden Zahnarzt. Das nächste Krankenhaus befindet sich in Egio; in nur etwa 25 km Entfernung liegt das Universitätskrankenhaus von Patras, eines der größten Krankenhäuser in Griechenland.
Der Flughafen Patras-Araxos liegt ungefähr 65 km westlich entfernt. Er wird in den Sommermonaten Mai bis September von den deutschen Flughäfen Hannover, Düsseldorf und Frankfurt am Main aus angeflogen.

## Tourismus
Selianitika ist für viele Griechen, besonders aus Athen und Patras, Erholungsort im Sommer. Es gibt Hotels, Pensionen und entlang der Strandpromenade mehrere Gaststätten. Unterhaltsameres Nachtleben ist nach zehn Minuten Strandspaziergang eher in Longos oder am Strand von Rododafni zu finden, Akoli ist in fünf Minuten mit dem Auto zu erreichen.
In Selianitika sind Mineralquellen gefunden worden und es gab ein kleines balneologisches Heilbad.
Das Hellenikon Idyllion (griechisch Ἑλληνικόν Εἰδύλλιον), auch als Garten der Musen bekannt, ist eine musisch-kulturelle Begegnungsstätte und zugleich eine Ferienunterkunft in Selianitika. Jährlich, meist in den Sommermonaten, veranstaltet das Hellenikon Idyllion Konzerte und Wettbewerbe zur altgriechischen Sprache und klassischen Musik.

## Galerie

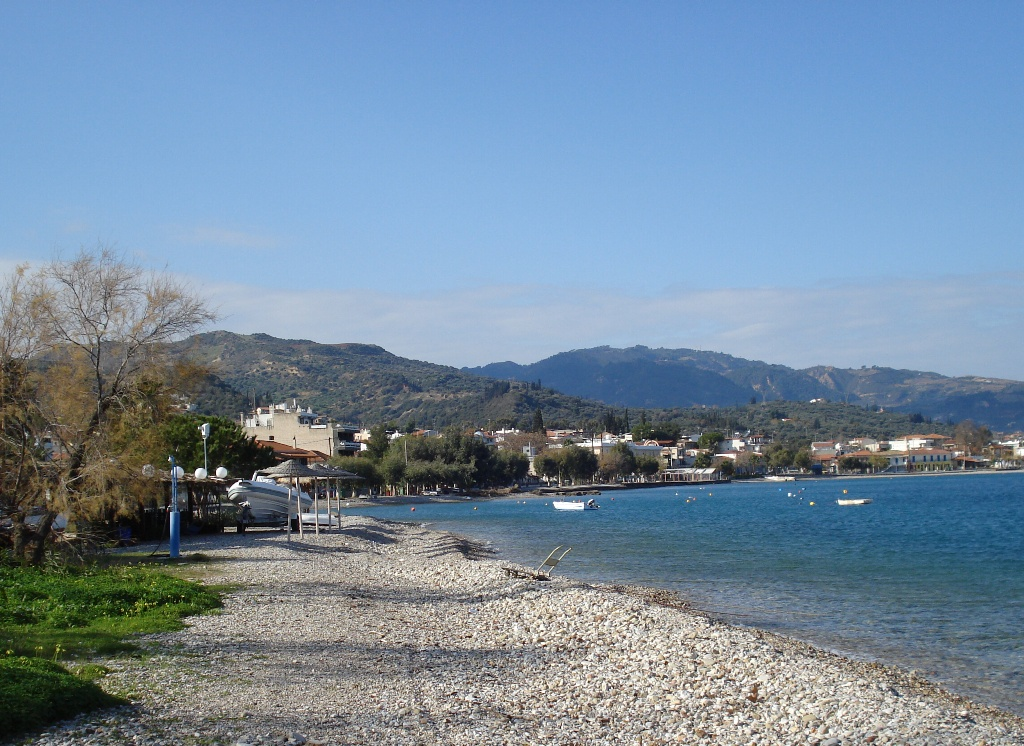
Selianitika am Golf von Korinth an einem sonnigen Wintertag (Januar 2008)
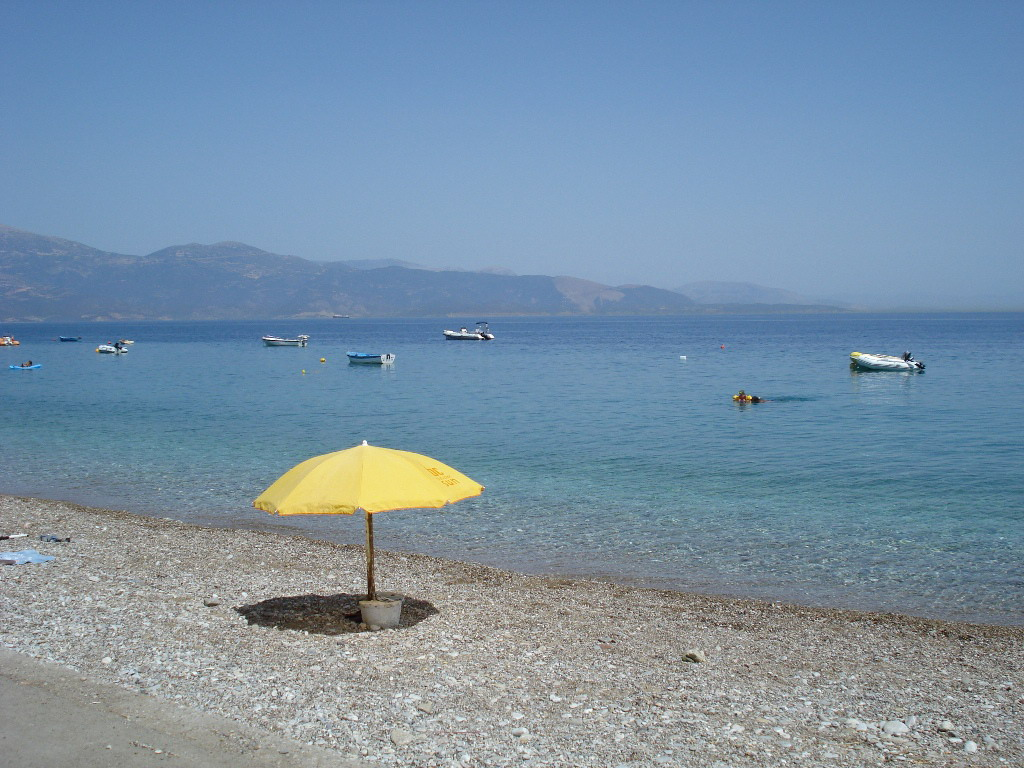
Der Strand von Selianitika
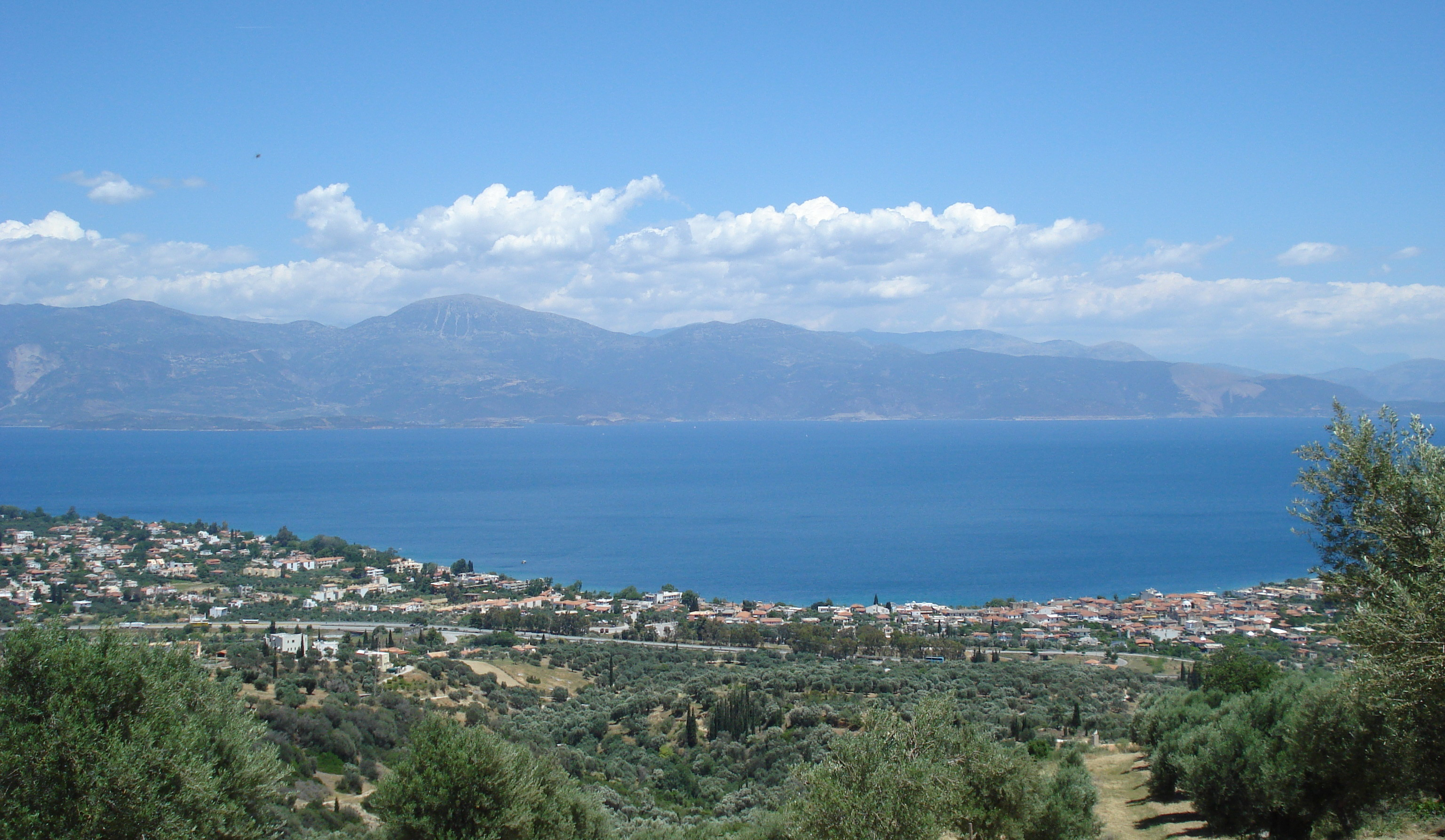
Panorama von Selianitika und Longos

## Bevölkerungsentwicklung
| Jahr | Einwohner | Änderung        | Anteil an der Gesamtgemeinde in % | Siedlungsdichte |
| ---- | --------- | --------------- | --------------------------------- | --------------- |
| 1981 | 814       | –               | –                                 | 290.71/km²      |
| 1991 | 997       | +183 / +22,48 % | –                                 | 356.07/km²      |
| 2001 | 1.147     | +150 / +15,05 % | 14,63 %                           | 409.64/km²      |